# Ралли Турции

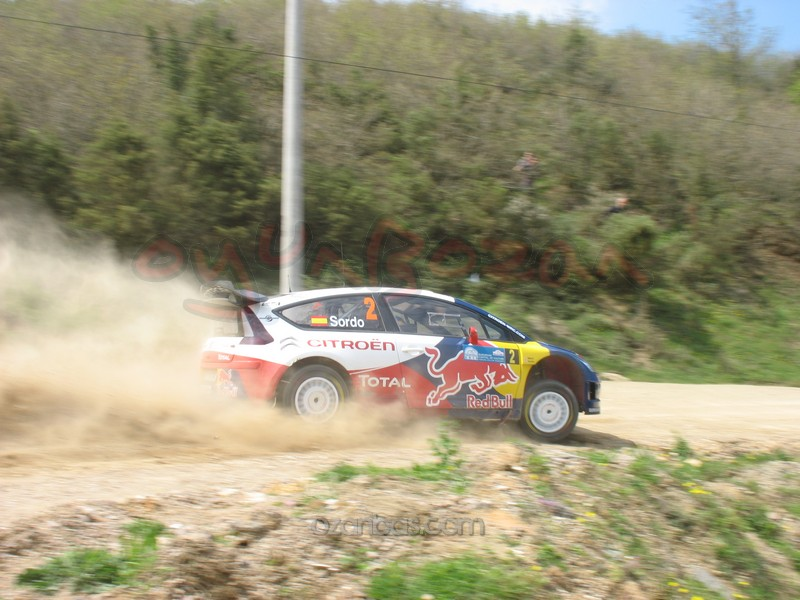
Дани Сордо (2010)

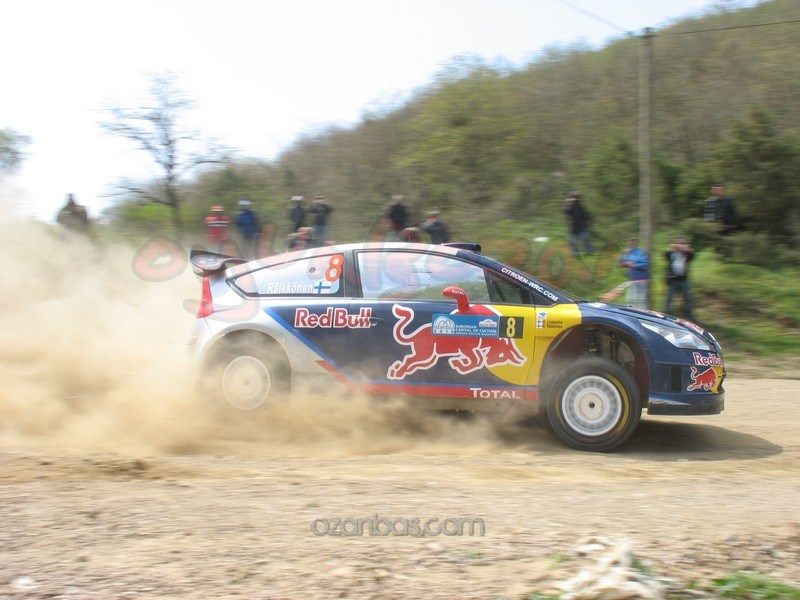
Кими Райкконен (2010)

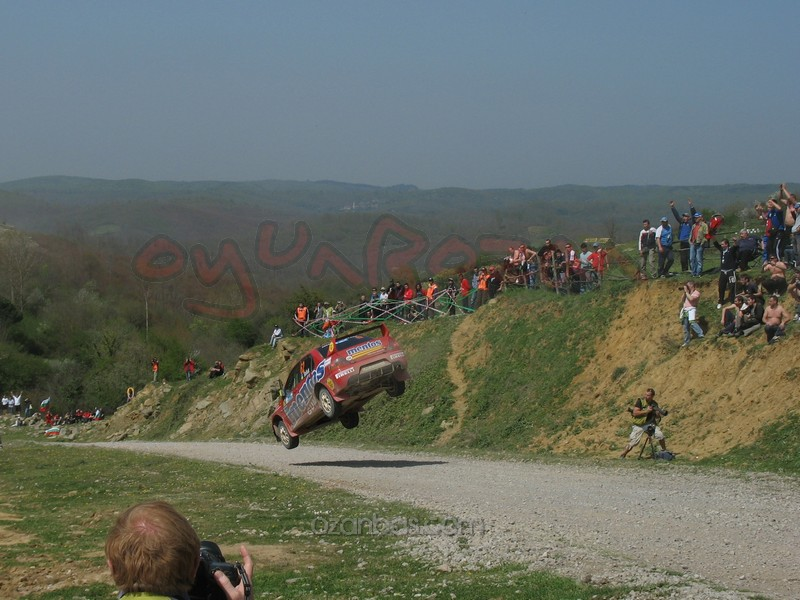

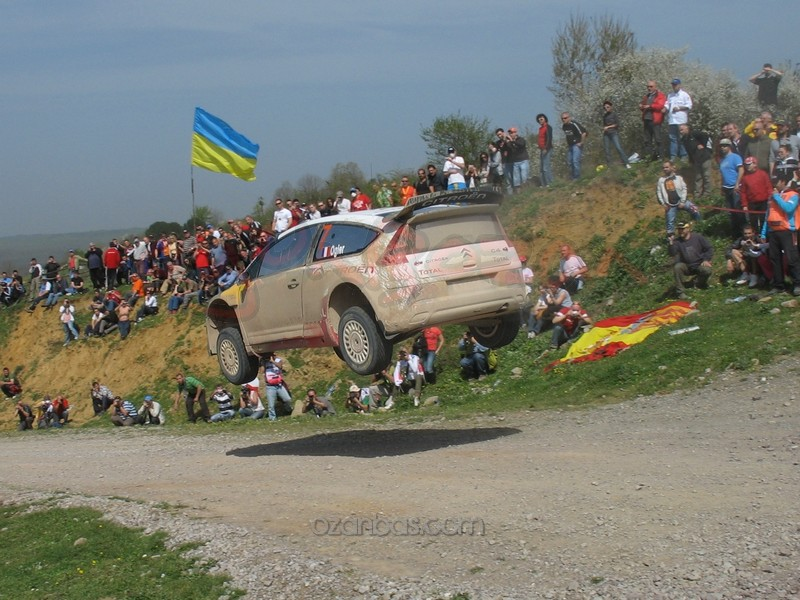
Себастьен Ожье (2010)

Ралли Турции (тур. Türkiye Rallisi) — раллийная гонка, проходящая на территории Турции с 2000 года. В 2003-06, 2008, 2010, 2018-20 годах являлась этапом чемпионата мира по ралли.

## История
Первое международное ралли в Турции было проведено в 1972 году, старт и финиш находился в Стамбуле . В 1999 году возникла идея создать совершенно новое состязание в качестве кандидата в чемпионат мира. На следующий год было проведено первое Ралли Анатолии, которое вошло в официальный список резервных этапов мирового первенства. В 2002 году в турецком соревновании впервые приняли участие иностранные участники: Себастьен Лёб на Citroën Saxo и Юусо Пикялистё на Peugeot 206.
Турция дебютировала в чемпионате мира в сезоне 2003 года и до финиша добрались только 27 участников из 62-ух. Кроме старшей категории Ралли Турции также стало этапом для юниорского чемпионата JWRC, а в 2005 в первый раз в Турцию приехали также участники категории PWRC.
В ралли Турции 2005 года приняли участие 76 экипажей, а полностью преодолеть дистанцию в 1228 км смогли только 53 из них. Себастьен Лёб повторил свою прошлогоднюю победу. После пропуска в 2007 году Ралли Турции вернулось в календарь чемпионата еще на три года. И затем после семилетнего перерыва – в 2018 году в качестве замены польского этапа. Место проведение было перенесено в окрестности города Мармарис.

## Победители
Только этапы чемпионата мира
| Сезон | Наименование                 | Пилот            | Автомобиль           |       |
| ----- | ---------------------------- | ---------------- | -------------------- | ----- |
| 2003  | 4°Rally of Turkey            | Карлос Сайнс     | Citroën Xsara WRC    | Отчёт |
| 2004  | 5° Rally of Turkey           | Себастьен Лёб    | Citroën Xsara WRC    | Отчёт |
| 2005  | 6° Rally of Turkey           | Себастьен Лёб    | Citroën Xsara WRC    | Отчёт |
| 2006  | 7° Rally of Turkey           | Маркус Гронхольм | Ford Focus RS WRC 06 | Отчёт |
| 2008  | 9° Rally of Turkey           | Микко Хирвонен   | Ford Focus RS WRC 07 | Отчёт |
| 2010  | 10° Rally of Turkey          | Себастьен Лёб    | Citroën C4 WRC       | Отчёт |
| 2018  | 11° Marmaris Rally of Turkey | Отт Тянак        | Toyota Yaris WRC     | Отчёт |
| 2019  | 12° Marmaris Rally of Turkey | Себастьен Ожье   | Citroën C3 WRC       | Отчёт |
| 2020  | 13° Marmaris Rally of Turkey | Элфин Эванс      | Toyota Yaris WRC     | Отчёт |